# Cherry Wine
«Cherry Wine» — песня ирландского автора-исполнителя Хозиера, изданная 14 февраля 2016 года в качестве седьмого и финального сингла с дебютного студийного альбома Hozier, а средства, вырученные от скачивания, были направлены в благотворительные фонды по борьбе с домашним насилием. Это фолк- и инди-фолк-песня, написанная Хозиером, в тексте которой описываются черты жестоких отношений, но при этом он сохраняет любовь к своему партнёру. Песня получила признание музыкальных критиков, которые высоко оценили её текст и звучание. В коммерческом плане песня заняла 32-е место в американском рок-чарте Hot Rock & Alternative Songs. Премьера сопутствующего клипа состоялась в День святого Валентина. Режиссёром клипа выступила Дервла Уолш, а в роли жертвы домашнего насилия снялась ирландская актриса американского происхождения Сирша Ронан.

## История
Изначально Хозиер делал свои первые фотографии для прессы в заброшенном отеле в Ирландии, который загорелся; здание имело провалившуюся крышу и стены, покрытые граффити. Песня «Cherry Wine» была записана на крыше этого здания в 5 часов утра. Песня написана с точки зрения человека, находящегося в жестоких отношениях, в то время как его любовь переживает эпизоды насилия и культуру, которая их допускает. Хозиер заявил, что это «песня о любви, об ужасных моментах любви», которая «проникает через трудности […] противостояния домашнему насилию».
В музыкальном плане «Cherry Wine» относится к фолку и инди-фолку. Песня является финальным треком Hozier, написанным исключительно Хозиером и завершает альбом на интимной, извиняющейся ноте, когда певец «наконец-то получает долгожданное искупление». Она состоит исключительно из «резонирующих» акустических гитар на фоне вокала Хозиера во время живой записи. Струнные звуки переплетаются с щебетанием птиц как красная селёдка напротив текста, описывающего бурную, горячую, колеблющуюся любовь
.

## Музыкальное видео
Официальное музыкальное видео на песню «Cherry Wine» было выпущено 14 февраля 2016 года, ко Дню святого Валентина, в рамках социальной кампании #FaceUpToDomesticViolence. Режиссёр Дервла Уолш снял клип на роли жертвы и её партнёра, в котором снялись ирландская актриса американского происхождения Сирша Ронан и ирландский актёр Мо Данфорд.

## Коммерческий успех
Песня заняла 32-е место в чарте Billboard Hot Rock & Alternative Songs, проведя в чарте 20 недель. Лейбл Island Records подтвердили, что пожертвовали средства, полученные от скачивания, международным благотворительным организациям, помогающим жертвам домашнего насилия.

## Чарты
| Чарт (2016)                                  | Высшая позиция |
| -------------------------------------------- | -------------- |
| США (Billboard Hot Rock & Alternative Songs) | 32             |

| Чарт (2015)                                   | Позиция |
| --------------------------------------------- | ------- |
| США (Hot Rock & Alternative Songs, Billboard) | 94      |

## Сертификации
| Регион                                                                      | Сертификация | Продажи   |
| --------------------------------------------------------------------------- | ------------ | --------- |
| Канада (Music Canada)                                                       | Платиновый   | 80 000    |
| Великобритания (BPI)                                                        | Золотой      | 400 000   |
| США (RIAA)                                                                  | Платиновый   | 1 000 000 |
| Данные о продажах + прослушиваниях приведены только на основе сертификации. |              |           |